# Jalta
 Jalta (ukr./rus.: Ялта, grč.: Γιάλτα) je grad i crnomorsko ljetovalište na južnoj obali poluotoka Krima u Ukrajini. Grad je smješten na mjestu stare grčke kolonije koju su osnovali grčki moreplovci. Grad je smješten u unutrašnjosti jednog od mnogobrojnih krimskih uvala, okružen šumovitim planinama. U gradu prevladava mediteranska klima tako da je grad okružen mnoštvom vinograda i obližnjih voćnjaka.
Terminom Velika Jalta imenovao se dio južne krimske obale koji se protezao od mjesta Forosa na zapadu do Gurzufa na istoku, uključujući i grad Jaltu i niz naseljenih mjesta.

## Klima grada
U Jalti prevladava suptropska i mediteranska klima; srednja siječanjska temperatura kreće se oko 4 °C. Ovdje vrlo rijetko pada snijeg i nikad se ne zadržava. Srednja srpanjska temperatura kreće se oko 24°C. Godišnje ima oko 2.250 sunčanih sati i stalno puše lagani povjetarac, što je slično uslovima u francuskoj Nici.

## Sažeta povijest
Mjesto na kojemu se danas nalazi grad Jalta, već je u 12. stoljeću kao pomorska luka imalo važnu stratešku ulogu za kijevske i bizantske vlasti. Godine 1475. to je mjesto dospjelo pod vlast Osmanskog carstva u sklopu Krimskog Kanata i lokalnog tatrskog stanovništva. Godine 1783. Ruski imperij je zauzeo taj teritorij i od tada ga intenzivno naseljavaju Rusi, Ukrajinci i Bjelorusi, a omanje lokalno grčko stanovništvo je preseljeno u ukrajinski grad Mariupol.   
Početkom 19. stoljeća u gradu su živjeli mnogi ukrajinski i ruski aristokrati i poznati umjetnici, poput Antona Čehova, Lava Tolstoja i Petra Čajkovskog. Od 4. do 11. veljače 1945. u Livadijskom dvorcu u Jalti održana je Konferencija u Jalti, gdje su velike sile (Sovjetski Savez, Velika Britanija i SAD) odlučivale o uređenju svjetskog poretka nakon Drugog svjetskog rata.
Danas grad Jalta predstavlja jedno od najljepših turističkih odredišta u Ukrajini i često je turistička destinacija stanovnika iz cijeloga svijeta.

## Stanovništvo
Po službenom popisu stanovništva iz 2001. godine, grad je imao 80.500 stanovnika. Prema etničkoj pripadnosti u gradu živi najviše Rusa - 68,3 %, Ukrajinaca - 25,7%, Krimskih Tatara - 0,1 %, Bijelorusa - 2,1%, i ostalih etničkih grupa.

## Promet
Od Simferopolja do Jalte vozi najduža trolejbusna linija na svijetu - Krimski trolejbus.

## Gradovi prijatelji
- Baden-Baden, Njemačka
- Batumi, Gruzija
- Galaţi, Rumunjska
- Margate, Velika Britanija
- Nice, Francuska
- Pozzuoli, Italija
- Rijeka, Hrvatska
- Santa Barbara, SAD
- Sanya, Kina
- Ulan Ude, Rusija

## Vanjske poveznice
- Službena stranica grada  Arhivirana inačica izvorne stranice od 29. kolovoza 2005. (Wayback Machine)

### Ostali projekti
|  | Zajednički poslužitelj ima još gradiva o temi Jalta |